# 鄒福保
鄒福保（1852年—1915年），字詠春，号芸巢。江蘇元和（今屬蘇州）人。晚清翰林。

## 生平
光绪十二年（1886年）丙戌科一甲二名進士（榜眼），授翰林院編修，官至侍講，充順天乡试同考官。光緒三十三年（1907年）引疾还乡，任江苏师范学堂监督。後曾执教於苏州紫阳书院、存古学堂。民國四年（1915年）卒。